# Airemón mac Áedo
Airemón mac Áedo (mort en 886) (également nommé : Éiremón) est un roi d'Ulaid du Dál Fiatach dans l'actuel Ulster en Irlande du nord. Il est le petit-fils d'Eochaid mac Fiachnai (mort en 810), un précédent roi d'Ulaid. Il règne de 882 à 886,.
En 882, il succède à son frère  Ainbíth mac Áedo comme « leth-rí » c'est-à-dire « demi-roi » ou co-régent d'Ulaid, conjointement avec son autre frère, Eochocán mac Áedo (mort 883). Cependant, l'année suivante en 883, Eochocán est tué par ses neveux, les fils de
Ainbíth, et Airemón devient seul roi. Airemón est lui-même tué en 886 par un viking
nommé Eolóir, fils d'Iergne (vieux norrois : Halldór, fils de Járn-kné).  
Il laisse plusieurs fils dont Bécc mac Airemóin (mort en 893), qui devient roi d'Ulaid et Máel Mórda qui est tué lors de la bataille de 
Grellach Eilte en 914 en combattant avec les forces de Niall Glúndub (mort en 919) des Uí Néill du nord contre l'Ard ri Erenn Flann Sinna (mort en 916).

## Sources
- Annales d'Ulster sur  sur University College Cork
- (en) Francis John Byrne (2001), Irish Kings and High-Kings, Dublin: Four Courts Press,  (ISBN 978-1-85182-196-9)